# جامعه منتقدان فیلم دیترویت
جامعه منتقدان فیلم دیترویت (به انگلیسی: Detroit Film Critics Society) یک سازمان نقد فیلم واقع در شهر دیترویت ایالت میشیگان ایالات متحده آمریکاست. این سازمان در سال ۲۰۰۷ تشکیل شد و گروهی بیش از ۲۰ منتقد فیلم را شامل می‌شود. برای اینکه یک منتقد عضوی از این گروه شود باید دو شرط را برآورده سازد؛ یک اینکه حداقل دوازده نقد را در سال در نشریه‌های معتبر نوشته باشد و دوم اینکه  تنها دو تا از نقدهایش برای یک نشریه به حساب می‌آیند. این جامعه همچنین سالانه جوایزی را به هنرمندان اعطا می‌کند.